# Curd Jürgens

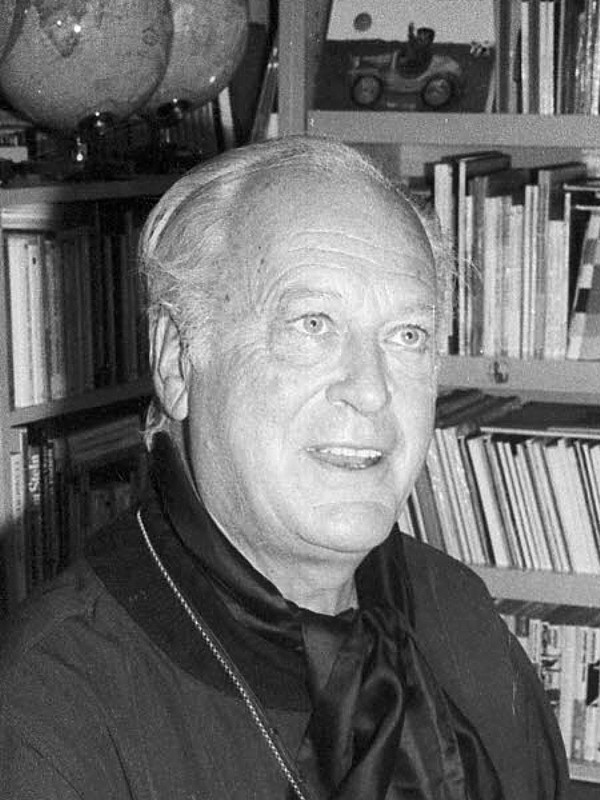
Curd Jürgens 1976

Curd Gustav Andreas Gottlieb Franz Jürgen Jürgens (* 13. Dezember 1915 in Solln, heute Stadtteil von München; † 18. Juni 1982 in Wien) war ein deutsch-österreichischer Bühnen- und Filmschauspieler, der in zahlreichen internationalen Filmen zu sehen war. Zeitweise war er auch als Sänger tätig und widmete sich der Rezitation literarischer Werke u. a. auch im Fernsehen und auf Schallplatten.

## Herkunft und Ausbildung

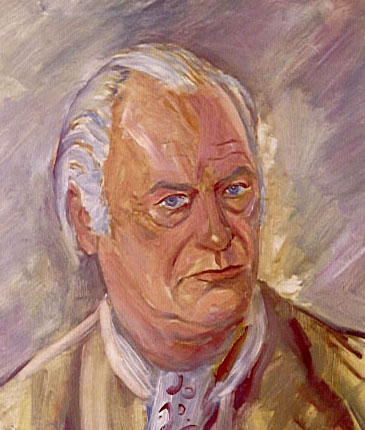
Curd Jürgens, Ausschnitt aus dem Porträt von Günter Rittner (1980)

Als Sohn des Import-Export-Kaufmanns Kurt Jürgens, eines Hamburgers dänischer Herkunft, und der französischen Lehrerin Marie-Albertine, geb. Noir, aus Évian-les-Bains (Département Haute-Savoie) wuchs Jürgens zweisprachig in großbürgerlichen Verhältnissen auf. Er hatte zwei ältere Schwestern, Jeanette und Marguerite.
Jürgens’ Vater hatte sich nach einträglichen Geschäften unter anderem im fernöstlichen Teil des Russischen Kaiserreiches und nach einem Intermezzo in München in Berlin niedergelassen. Curd Jürgens verbrachte seine Jugend in Neu-Westend (Oldenburgallee 57) und widmete später in seiner Autobiographie … und kein bisschen weise dieser Zeit breiten Raum. 1932/33 besuchte er ein Internat in London. Unmittelbar nach dem Schulabschluss arbeitete Jürgens zunächst als Journalist beim Berliner 8-Uhr-Abendblatt, parallel dazu nahm er Schauspielunterricht.

## Laufbahn
Der österreichische Schauspieler und Regisseur Willi Forst erkannte das Talent des jungen Curd Jürgens für den Film. Sein Leinwanddebüt gab Jürgens 1935 an der Seite von Carola Höhn, Paul Hörbiger und Forst in einem Operettenfilm der UFA, Königswalzer. Von da an spielte er über vier Jahrzehnte fast durchgängig in insgesamt rund 160 Filmen mit, die neben seinen zahlreichen Theaterengagements entstanden.
Jürgens’ Laufbahn als Bühnenschauspieler begann 1935 am Metropoltheater in Dresden. 1936 stand er in einer Inszenierung des Stückes Ball der Nationen am Dresdner Central-Theater und Berliner Metropol-Theater auf der Bühne. Im selben Jahr wechselte er an das Theater am Kurfürstendamm und 1938 nach Wien, wo er von 1938 bis 1941 am Wiener Volkstheater engagiert und 1941 bis 1953 und 1965 bis 1968 Mitglied des Ensembles am Burgtheater war und zu einem der bedeutendsten Charakterdarsteller des deutschsprachigen Theaters reifte.
Nach Drehschluss des Films Wiener Mädeln legte er sich im September 1944 in einem Wiener Lokal unwissentlich mit Robert Kaltenbrunner, dem Bruder des Gestapo-Chefs Ernst Kaltenbrunner, SS-Obersturmbannführer Otto Skorzeny sowie einem Mitarbeiter Baldur von Schirachs an, erhielt wenige Tage darauf einen Gestellungsbefehl, wurde aber nicht zur Wehrmacht eingezogen, sondern als „politisch unzuverlässig“ in ein Arbeitslager geschickt. Nach einigen Wochen konnte er fliehen und sich, so berichtete er später, der weiteren Verfolgung entziehen.
Zur politischen Situation Ende der 1930er Jahre sagte Curd Jürgens 1970 in einem Interview für die ORF-Fernsehreihe Filmgeschichte(n) aus Österreich:

„Er [Willi Forst] hat im Jahr 1941 gesagt: ‚Curd, mach nur keinen Film, in dem eine politische Situation zu zeigen ist. Du wirst eines Tages eine Antwort geben müssen.‘ Es gab viele mehr oder weniger reife oder junge Leute, die ununterbrochen mit dem Gedanken gespielt haben zu emigrieren. Es war ja nicht so leicht. Wissen Sie, zu Fuß über die Schweizer Grenze zu gehen ist ja auch eine Sache, die man mit einer gehörigen Portion Mut angehen muss. Und außerdem war es gut, dass wir leben durften, natürlich – wenn Sie wollen – eine Propaganda, aber es war eine sehr gute Überlebensform, und ich glaube, dass diese kleinen Zellen, die in Österreich und in Deutschland geblieben sind, ja, wenn die nicht einmal geblieben wären, ich weiß nicht, wie es um das Nachkriegsdeutschland gestanden wäre. Denn Sie wissen ja, Emigration ist etwas Furchtbares.“

Nach dem Zweiten Weltkrieg war Jürgens kurze Zeit Intendant des Straubinger Stadttheaters. Auch das Pariser Théâtre Hébertot leitete er während einer Spielzeit. Ohne durchschlagenden Erfolg betätigte er sich auch als Regisseur und Drehbuchautor, hauptsächlich von österreichischen Unterhaltungsfilmen. Sein Regiedebüt gab er 1950 mit Prämien auf den Tod.
1946 entschied sich der damals in Wien lebende und mit Judith Holzmeister verlobte Jürgens, die österreichische Staatsbürgerschaft anzunehmen, die er nach einem Telefonat des Burgtheater-Direktors mit Bundeskanzler Leopold Figl noch am selben Tag bekommen haben soll. Der Anlass für sein Ersuchen war, dass er von der sowjetischen Besatzungsmacht Österreichs als Deutscher keine Ausreisegenehmigung erhalten hätte, die er für eine Tournee in die Schweiz (mit Käthe Dorsch, die angeblich nur mit ihm auftreten wollte) benötigte. Nach eigener Aussage hatte Jürgens bereits vor dem Krieg seit 1935 einen österreichischen Pass besessen.
Von den späten 1950er Jahren an zählte Jürgens zu den wenigen deutschsprachigen Schauspielstars, die auch im Ausland Anerkennung fanden. Der internationale Durchbruch gelang ihm mit dem Kriegsfilm Des Teufels General (1955) nach dem gleichnamigen Drama von Carl Zuckmayer unter der Regie von Helmut Käutner mit Marianne Koch, Viktor de Kowa und Karl John in weiteren Hauptrollen. 1956 spielte er die männliche Hauptfigur in dem französischen Filmmelodram Et Dieu… créa la femme von Roger Vadim mit Brigitte Bardot. Oft wurde die Rolle des smarten Frauenhelden und charmanten Draufgängers mit Jürgens besetzt. Seine stattliche Gestalt, blonde, später weiße Haare und blaue Augen prädestinierten ihn für die Darstellung leicht unterkühlter, doch attraktiver, aristokratisch wirkender Männerfiguren. Wegen seiner Statur und seines nordischen Charmes bezeichnete Bardot den 1,93 Meter großen Schauspieler anerkennend als „normannischen Kleiderschrank“. Eindrucksvoll agierte er noch 1977 als Karl Stromberg, Gegenspieler von James Bond, in dem Film Der Spion, der mich liebte (dort unter dem anglisierten Namen Curt Jurgens).
Eine schauspielerische Meisterleistung gab Jürgens in Deutschland 1955 unter der Regie des zurückgekehrten Emigranten Robert Siodmak in dem als Wirtschaftswunder-Farce verfilmten Bühnenstück Die Ratten von Gerhart Hauptmann mit Maria Schell, Heidemarie Hatheyer und Gustav Knuth. Jürgens trat später auch immer wieder in deutschsprachigen Fernsehproduktionen auf, so in mehreren Folgen der beliebten ZDF-Serien Der Kommissar (Traum eines Wahnsinnigen, 1972 mit Horst Frank und Ein Mädchen nachts auf der Straße, 1973 mit Uschi Glas) und Derrick (Madeira, 1975). Im Dezember 1981 hatte Jürgens noch einmal einen großen Moment im deutschen Fernsehen. In der Verfilmung des Romans Collin von Stefan Heym spielte er einen DDR-Schriftsteller, der herzkrank wird, weil er nie die Wahrheit schreibt. Seine letzte bedeutende Filmrolle hatte er in der internationalen Produktion Teheran 43 als geschäftstüchtiger Rechtsanwalt eines ehemaligen Nazi-Mörders. Seine Stimme musste nachsynchronisiert werden.

## Privates

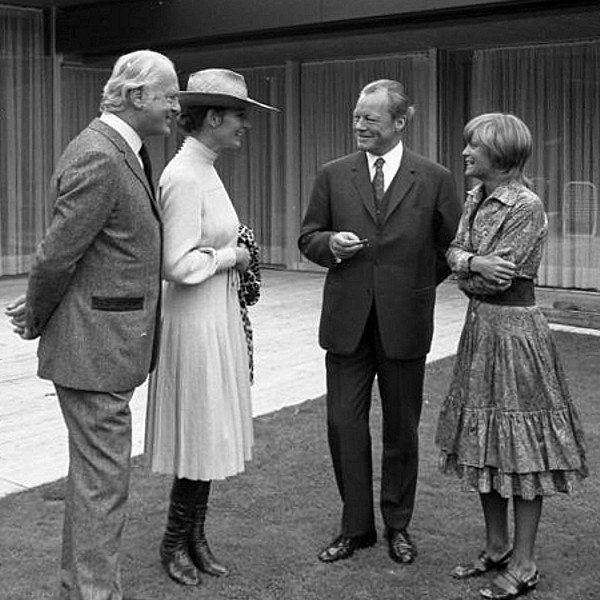
Bundeskanzler Willy Brandt empfängt Romy Schneider (rechts) und Curd Jürgens (mit Ehefrau Simone) vor dem Kanzlerbungalow in Bonn (1971)

Politisch positionierte sich Jürgens in den 1960er/1970er Jahren als Anhänger des deutschen Sozialdemokraten und Bundeskanzlers Willy Brandt.
Jürgens war fünfmal verheiratet, mit den Schauspielerinnen Lulu Basler (1937), Judith Holzmeister (1947) und Eva Bartok (1955), mit dem Mannequin Simone Bicheron (1958) und schließlich ab 1978 mit Margie Schmitz.
„Auf alles könne er verzichten“, zitierte Jürgens einmal den Schriftsteller und Dandy Oscar Wilde, „nur auf Luxus nicht“ und bezog dies auch auf sich und seinen Lebensstil. Er besaß ein Appartement an den Champs-Elysées (Hausnummer 72) in Paris und wohnte 1963 in Zürich, wo er auch „ein paar Bürohäuser“ besaß. Er unterhielt mehrere Wohnsitze, jeweils mit eigenem Personal, in der Grinzinger Str. 6 und am Franziskanerplatz in Wien, in Saint-Jean-Cap-Ferrat und später in Saint-Paul-de-Vence in Südfrankreich, in Gstaad in der Schweiz, in Neuhaus (Schliersee), auf den Bahamas und zuletzt in Enzesfeld-Lindabrunn bei Wien. Zu seinem Wagenpark gehörten ein Steyr-Puch Haflinger, ein Bentley „zum Angeben“, zwei Mercedes „als Reisewagen“, darunter ein 300 SL Roadster, ein Austin als „Einkaufsnetz“, ein Porsche für Sportfahrten, ein Landrover für Gäste und ein Rolls-Royce Silver Cloud III, wie er sagte, als Begründung für die Höhe seiner Gagen.
Jürgens war Gastgeber wie auch Gast zahlreicher Partys, insbesondere in seiner Zeit als „Jedermann“ bei den Salzburger Festspielen. Auf die Frage eines Reporters, wie viele Flaschen Whisky er täglich konsumiere, gab er an: „Ich glaube, das ist höchstens eine am Tag.“ Jürgens musste sich von 1967 an mehreren Herzoperationen unterziehen, blieb jedoch seinem Lebensstil, dem üppigen Essen, Trinken und Rauchen, treu.

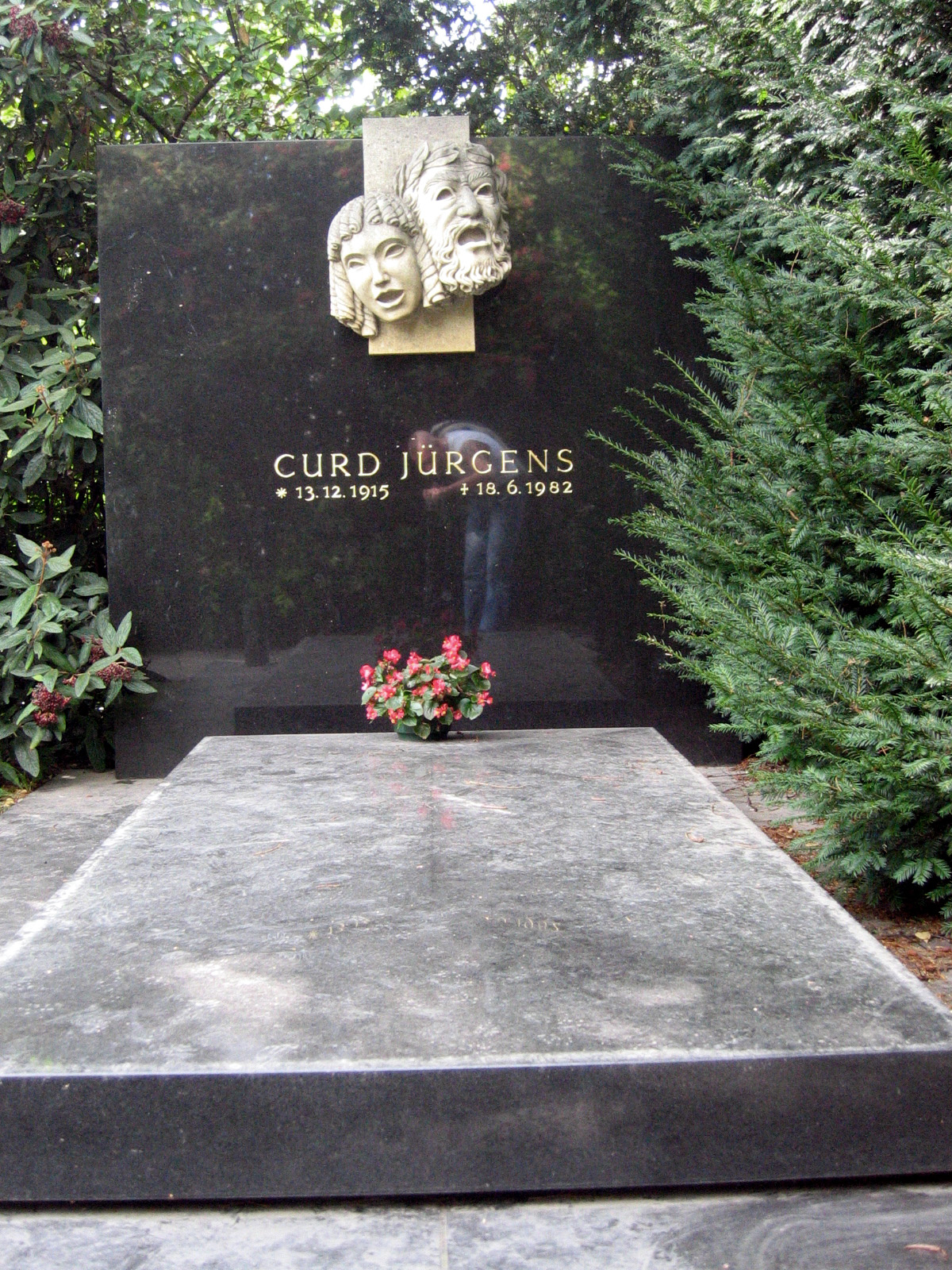
Grab von Curd Jürgens auf dem Wiener Zentralfriedhof

Jürgens starb vor Fertigstellung der deutschen Fassung seines letzten Films, Teheran 43, im Alter von 66 Jahren an Multiorganversagen in der Wiener Krankenanstalt Rudolfstiftung. Seine Beisetzung auf dem Wiener Zentralfriedhof in einem Ehrengrab (Gruppe 32C Nr. 54) der Stadt Wien fand am 22. Juni 1982 in einer ausnahmsweise genehmigten nächtlichen Feier ab 21 Uhr statt. Seine Witwe sowie eine seiner älteren Schwestern mit ihren Söhnen und etwa 3.000 Fans waren am Grab versammelt. Eine Ehrenformation der österreichischen Luftwaffe flog zu seinen Ehren über den Friedhof. Margie Jürgens, seine Witwe, übergab Jürgens’ künstlerischen Nachlass 1997 dem Deutschen Filmmuseum in Frankfurt am Main.

## Als Bühnendarsteller
- 1935 am Metropoltheater in Dresden.
- 1936–1937 am Berliner Theater am Kurfürstendamm.
- 1938–1941 am Volkstheater in Wien unter Walter Bruno Iltz.
- 1945–1946 am Bayerischen Staatsschauspiel München (im Brunnenhoftheater) als Tempelherr in Lessings Nathan der Weise, als Steeter in Ardreys Leuchtfeuer und als Liliom in Ferenc Molnárs gleichnamigem Stück.
- 1940–1953 sowie 1965–1968 am Burgtheater in Wien; Debüt am 30. November 1940 als Benvolio in Shakespeares Romeo und Julia (Regie: Lothar Müthel; Bühne und Kostüme: Rochus Gliese); letzte Premiere 1966 als Galileo Galilei in Das Leben des Galilei von Bertolt Brecht (Regie: Kurt Meisel; Bühnenbild: Lois Egg; Kostüme: Erni Kniepert).
- 1963 am Théâtre du Gymnase in Paris bis zum 29. Juni 1963[7] als Sigmund Freud in Le fil rouge („Der rote Faden“)[20]
- 1973–1977 bei den Salzburger Festspielen in der Titelrolle des Jedermann von Hugo von Hofmannsthal (Regie: Ernst Haeusserman).
- 1975 in Schwetzingen und in der Berliner „Komödie“ als Rechtsanwalt Clarence Darrow im Ein-Mann-Stück Im Zweifel für den Angeklagten unter Willi Schmidt.[21]
- 1979 am Wiener Theater in der Josefstadt als Sigmund Freud in Berggasse 19 (Wunden der Seele – A Far Country) von Henry Denker (Regie: Haeusserman; Bühnenbild: Gottfried Neumann-Spallart; aufgezeichnet fürs Fernsehen).
- 1980 als Bassa Selim in Die Entführung aus dem Serail von Wolfgang Amadeus Mozart, seinem letzten Bühnenauftritt, auf der Japan-Tournee der Wiener Staatsoper (Dirigent: Karl Böhm).

## Filmografie (Auswahl)

### Als Schauspieler
- 1935: Königswalzer
- 1936: Familienparade
- 1936: Die Unbekannte
- 1937: Liebe kann lügen
- 1937: Zu neuen Ufern
- 1937: Tango Notturno
- 1938: Das Mädchen von gestern Nacht (Komparsenrolle)
- 1939: Die gute alte Zeit (Kurzfilm)
- 1939: Salonwagen E 417
- 1940: Weltrekord im Seitensprung
- 1940: Herz ohne Heimat
- 1940: Operette
- 1942: Stimme des Herzens
- 1942: Wen die Götter lieben
- 1943: Frauen sind keine Engel
- 1943: Ein glücklicher Mensch
- 1943/44: Eine kleine Sommermelodie (UA: 1982)
- 1944: Am Vorabend
- 1944/49: Wiener Mädeln
- 1948: Das singende Haus
- 1948: Hin und her
- 1948: Der Engel mit der Posaune
- 1948: An klingenden Ufern
- 1948: Du darfst mich nicht verlassen
- 1948: Der himmlische Walzer
- 1948: The Mozart Story
- 1948: Verlorenes Rennen
- 1949: Das Kuckucksei
- 1949: Lambert fühlt sich bedroht
- 1949: Hexen
- 1950: Prämien auf den Tod
- 1950: Schuß durchs Fenster
- 1950: Gute Nacht, Mary
- 1950: Küssen ist keine Sünd
- 1950: Pikanterie
- 1951: Ein Lächeln im Sturm
- 1951: Das Geheimnis einer Ehe
- 1951: Der schweigende Mund
- 1951: So ein Theater! (Gangsterpremiere) (auch Regie)
- 1952: Haus des Lebens
- 1952: Knall und Fall als Hochstapler
- 1952: 1. April 2000
- 1952: Du bist die Rose vom Wörthersee
- 1953: Tingeltangel (Praterherzen)
- 1953: Man nennt es Liebe
- 1953: Musik bei Nacht
- 1953: Der letzte Walzer
- 1953: Alles für Papa
- 1954: Meines Vaters Pferde I. Teil Lena und Nicoline
- 1954: Eine Frau von heute
- 1954: Rummelplatz der Liebe
- 1954: Gefangene der Liebe
- 1954: Orientexpress
- 1954: Das Bekenntnis der Ina Kahr
- 1955: Du bist die Richtige
- 1955: Des Teufels General
- 1955: Liebe ohne Illusion
- 1955: Die Ratten
- 1955: Die Helden sind müde (Les Héros sont fatigués)
- 1955: Du mein stilles Tal
- 1955: Teufel in Seide
- 1956: Die goldene Brücke
- 1956: Ohne Dich wird es Nacht (auch Regie)
- 1956: Und immer lockt das Weib (Et Dieu… créa la femme)
- 1956: Der Kurier des Zaren (Michel Strogoff)
- 1956: London ruft Nordpol (Londra chiama Polo Nord)
- 1957: Bitter war der Sieg (Bitter Victory)
- 1957: Auge um Auge (Œil pour œil)
- 1957: Spione am Werk (Les Espions)
- 1957: Duell im Atlantik (The Enemy Below)
- 1957: Die schwarze Sklavin (Tamango)
- 1958: Männer über Vierzig (This Happy Feeling)
- 1958: Jakobowsky und der Oberst (Me and the Colonel)
- 1958: Die Herberge zur 6. Glückseligkeit (The Inn of the Sixth Happiness)
- 1958: Der Schinderhannes
- 1959: Der Sturm bricht los (Le vent se lève)
- 1959: Der blaue Engel (The Blue Angel)
- 1959: Fähre nach Hongkong (Ferry to Hong Kong)
- 1959: Katja, die ungekrönte Kaiserin (Katia)
- 1959: Wernher von Braun – Ich greife nach den Sternen
- 1960: Schachnovelle
- 1960: Gustav Adolfs Page
- 1961: Bankraub in der Rue Latour (auch Regie)
- 1961: Oberst Strogoff (Le Triomphe de Michel Strogoff)
- 1962: Verwirrung (Il disordine)
- 1962: Der längste Tag (The Longest Day)
- 1962: Heute Abend Dick Powell (The Dick Powell Show, Fernsehserie, Folge 2x06)
- 1963: Die Dreigroschenoper
- 1963: Flucht der weißen Hengste (Miracle of the White Stallions)
- 1963: Berlin-Melodie (TV)
- 1963: Ohne Moral (Of Love and Desire)
- 1963: Ein Schloß in Schweden (Château en Suède)
- 1964: The DuPont Show of the Week (TV-Serie, 1 Folge)
- 1964: Hide and Seek
- 1964: Begegnung in Salzburg
- 1964: Bis unter die Haut (Les Parias de la gloire)
- 1964: Das Verlangen (Psyche 59)
- 1965: DM-Killer
- 1965: Lord Jim
- 1965: Das Liebeskarussell
- 1966: Spiel um Schmuck (Fernsehserie, auch Regie)
- 1966: Zwei Girls vom Roten Stern
- 1966: Der Kongreß amüsiert sich
- 1966: Wie tötet man eine Dame?
- 1966: Blüten, Gauner und die Nacht von Nizza (Le jardinier d’Argenteuil)
- 1966: Der schwarze Freitag (TV)
- 1967: Solo für O.N.C.E.L. – Die Karate Killer (The Man from U.N.C.L.E. – The Karate Killers)
- 1967: Der Lügner und die Nonne
- 1967: … und morgen fahrt ihr zur Hölle (Dalle Ardenne all’inferno)
- 1968: Der rote Faden (Le Fil rouge; V)
- 1968: Keine Rosen für OSS 117 (Pas de roses pour OSS 117)
- 1968: Die Schlacht an der Neretva (Bitka na Neretvi)
- 1968: Der Arzt von St. Pauli
- 1968: Babeck (Mini-Serie, 3 Teile)
- 1969: Mörder GmbH (The Assassination Bureau)
- 1969: Die zum Teufel gehen (La legione dei dannati)
- 1969: Auf der Reeperbahn nachts um halb eins
- 1969: Luftschlacht um England (Battle of Britain)
- 1970: Ohrfeigen
- 1970: Das Stundenhotel von St. Pauli
- 1970: Die schmutzigen Helden von Yucca (The Invincible Six)
- 1970: Hello – Goodbye
- 1970: Der Pfarrer von St. Pauli
- 1970: Cannabis – Engel der Gewalt (Cannabis)
- 1970: Millionen nach Maß
- 1971: Mephisto-Walzer (The Mephisto Waltz)
- 1971: Käpt’n Rauhbein aus St. Pauli
- 1971: Bitterer Whisky (Fieras sin jaula)
- 1971: Nikolaus und Alexandra (Nicholas and Alexandra)
- 1971: Kill!
- 1972: Wie bitte werde ich ein Held? (À la guerre comme à la guerre)
- 1972, 1973: Der Kommissar (Fernsehserie, Folgen 4x01, 5x10)
- 1973: In der Schlinge des Teufels (The Vault of Horror)
- 1973: Profession: Aventuriers
- 1973: 3. November 1973 (TV)
- 1974: Weiche Betten, harte Schlachten (Soft Beds, Hard Battles)
- 1974: Radiografia di una Svastika
- 1974: Galileo
- 1974: Sturz der Adler (Fall of Eagles, Fernsehserie, Folgen 1x02–1x03)
- 1974: Cocktail Don Jaime (TV)
- 1974: Les flocons rouges (TV)
- 1974: Fräulein Else (TV)
- 1975: La lunga strada senza polvere
- 1975: Die gelbe Nachtigall (TV)
- 1975: Cagliostro
- 1975: Derrick (Fernsehserie, Folge 7: Madeira)
- 1975: Der zweite Frühling
- 1976: Povero Cristo
- 1976: Auch Mimosen wollen blühen
- 1976: Ab morgen sind wir reich und ehrlich
- 1976: Die verrückten Reichen (Folies bourgeoises)
- 1977: La Foire (TV)
- 1977: James Bond 007 – Der Spion, der mich liebte (The Spy Who Loved Me)
- 1978: Missile X – Geheimauftrag Neutronenbombe (Allarme nucleare)
- 1978: Tatort – Rot – rot – tot
- 1978: Schöner Gigolo, armer Gigolo
- 1979: Berggasse 19 (TV)
- 1979: Steiner – Das Eiserne Kreuz, 2. Teil
- 1979: Golden Girl (Goldengirl)
- 1979: La Gueule de l’autre
- 1980: Warum die UFOs unseren Salat klauen
- 1980: The Sleep of Death
- 1981: Teheran 43
- 1981: Collin (TV)
- 1982: Agent in eigener Sache (Smiley’s People, Fernsehserie, Folgen 1x01–1x02)

### Als Regisseur
- 1950: Prämien auf den Tod
- 1951: So ein Theater! (Gangsterpremiere)
- 1956: Ohne Dich wird es Nacht
- 1961: Bankraub in der Rue Latour

### Als Synchronsprecher
- 1950: George Sanders als Mike Alexander in Der schwarze Jack
- 1951: Richard Basehart als Lt. Rennick in Entscheidung vor Morgengrauen

## Hörspiele
- 1946: Manfred Hausmann: Lilofee (Regie: Helmut Brennicke; Radio München)

## Tonträger

Single Ferry To Hong Kong, 1959

Single 60 Jahre – und kein bisschen weise, 1975

Curd Jürgens nahm in den 1960er und 1970er Jahren mehrere Schallplatten, zumeist Schlager im Stil von Freddy Quinn oder Hans Albers, auf. Im Film Die Dreigroschenoper (1963) sang Jürgens unter anderem Die Moritat von Mackie Messer und den Kanonen-Song. Der Soundtrack des Films erschien auf einem Album, die genannten Titel als Single. Das 1975 parallel zu seiner Biografie erschienene Chanson 60 Jahre – und kein bisschen weise war außergewöhnlich erfolgreich und erreichte in Deutschland Platz 21 und in der Schweiz Platz neun der Hitparade. Das Lied wurde von Hans Hammerschmid komponiert, den Text verfasste Miriam Frances. Als Sprecher war Jürgens unter anderem 1980 in der Rolle des Journalisten George Herbert in der deutschsprachigen Ausgabe von „Jeff Wayne’s Musical Version of the War of the Worlds“ zu hören.

### Diskografie (Auswahl)

#### Singles
- Ferry To Hong Kong / Live For Love (1959; Top Rank)
- Blacky Jones / Majanah-Keh (1961; Ariola)
- Mackie Messer / Kanonen-Song (1963; Ariola)
- Ich hab’ Bäume ausgerissen / O Susanna (1969; Philips)
- Ich hab’ Bäume ausgerissen / Lonesome Traveller (1969; Philips)
- Auf der Reeperbahn nachts um halb eins / Kleine Möwe, flieg nach Helgoland (1970; Ariola)
- Überall ist es schön auf dieser Welt („Käpt’n Rauhbein-Song“) / Unter den schmutzigen Sternen der Stadt (1971; Telefunken)
- 60 Jahre – und kein bisschen weise / Wenn (1975; Polydor)
- Kalter Kaffee / Wenn man sich so den Tag betrachtet (1976; Polydor)
- Kopf oder Zahl / Gieß mir kein Wasser in den Wein (1977; Polydor)
- Waren das noch Zeiten / Winnetou (1981; RCA)

#### LPs
- Die Dreigroschenoper. Die Original-Filmmusik. (1963; Decca)
- Auf der Reeperbahn nachts um halb eins (1969; Philips)

#### Sprechrollen
- Die Entführung aus dem Serail. Academy of St Martin in the Fields. Dirigent: Colin Davis (1979; Philips)
- Jeff Wayne’s Musical Version of the War of the Worlds (1980; CBS)

## Ehrungen
- 1955: Coppa Volpi (Darsteller) für Des Teufels General und Die Helden sind müde
- 1966: Kainz-Medaille
- 1973: Premio Sorrento der Filmwoche Neapel
- 1976: Professor der Österreichischen Akademie der Künste[24]
- Großes Bundesverdienstkreuz (22. Mai 1981)[25]
- 1981: Filmband in Gold für langjähriges und hervorragendes Wirken im deutschen Film
- 1982: Goldene Kamera

### Ehrendes Gedenken
In München-Neuperlach und Neu-Ulm sind Straßen nach Curd Jürgens benannt.
2003 erhielt der beste männliche Nachwuchsschauspieler im Rahmen der Goldenen Kamera die Curd-Jürgens-Gedächtniskamera. Von 2004 bis 2012 ging die mit 20.000 Euro dotierte Lilli Palmer & Curd Jürgens Gedächtniskamera jedes Jahr an einen männlichen oder weiblichen Nachwuchsschauspieler.

## Dokumentation
- Curd Jürgens – der Koloss auf tönernen Füßen. Dokumentation, 1982.
  - Neufassung 2015 zum 100. Geburtstag von Curd Jürgens. Erstausstrahlung als Ausgabe der Sendereihe ORF-Legenden auf ORF III im Dezember 2015.[26]